# Comuna Mlînivți, Zboriv
Mlînivți (în ucraineană Млинівці) este o comună în raionul Zboriv, regiunea Ternopil, Ucraina, formată din satele Hrabkivți, Kudobînți, Mlînivți (reședința), Prîsivți și Tustoholovî.

## Demografie
Componența lingvistică a comunei Mlînivți
     Ucraineană (99,62%)
     Alte limbi (0,29%)
Conform recensământului din 2001, majoritatea populației comunei Mlînivți era vorbitoare de ucraineană (99,62%), existând în minoritate și vorbitori de alte limbi.